# Mirada de mujer
Mirada de mujer (no Brasil, Olhar de Mulher) é uma telenovela mexicana exibida pela TV Azteca e produzida por Epigmenio Ibarra e Carlos Payán em 1997. 
Foi protagonizada por Angélica Aragón, Ari Telch e Fernando Luján com antagonização de Evangelina Elizondo.

## Sinopse
A história segue com a vida de Maria Inês(Angélica Aragón), uma mulher de meia idade, que é encarregada de cuidar do seu marido Ignácio San Milán(Fernando Luján) e dos seus três filhos, Adriana(María Renée Prudencio), André( Plutarco Haza) e Mónica(Bárbara Mori). Só que ao contrário das outras mulheres, ela não é feliz ao ser a mulher da casa, pois quer alcançar os objetivos e metas que abandonou há muito tempo ou ainda não os fez, mas evita contar isso à família San Milán para evitar problemas.
Após os 27 anos de casamento bem aproveitados até aqui, Ignácio conhece uma mulher bonita chamada Daniela López(Martha Mariana Castro), e acaba por sentir uma paixão por ela. Ele vê que o seu casamento com Maria Inês não vale mais a pena, então decide deixá-la, causando instabilidade na vida familiar e no bem estar, e isso faz que depois de algum tempo, as filhas decidem por as culpas na mãe, por ser a culpada do pai abandonar lhes, e Dona Elena(Evangelina Elizondo) pede para que a filha volte para Ignácio, com o propósito de salvar a sua família e o seu casamento. Os únicos que estão a favor dela são o seu filho André, as suas amigas, Paulina(Margarita Grália) e Rosário( Veronica Langer), além da sua irmã Consuelo(Paloma Woolrich).
A sua infelicidade amorosa termina quando Alejandro Salas (Ari Telch), aparece na vida dela, com o intuito de ser feliz com ela, mesmo ele sendo dezasseis anos mais novo do que ela, é um jornalista e escritor, tem um filho, é divorciado, vê Maria Inês, não como mãe, mas sim uma mulher, algo que a mesma tinha esquecido há algum tempo. Ela encontra lhe um grande apoio, mas sim há muito mais do que isso, a química entre os dois. Eles começam a se apaixonar, mas Maria Inês deve ter um olhar de mulher diferente para poder alcançar os seus objetivos.
Fim, ou não? O resto pode se ver em Mirada de Mujer... el regreso, em um adeus em que foi longo, seis anos depois...

## Elenco
- Angélica Aragón - María Inés Domínguez de Sanmillán
- Ari Telch - Alejandro Salas
- Fernando Luján - Lic. Ignacio Sanmillán
- Evangelina Elizondo - Mãe/Dona Elena"
- Martha Mariana Castro - Daniela López
- Plutarco Haza - Andrés Sanmillán Domínguez
- Bárbara Mori - Mónica Sanmillán Domínguez
- Margarita Gralia - Paulina Sarracín
- Verónica Langer - Rosario
- Víctor González - Fernando
- Mariana Peñalva - Andrea
- René Gatica - Francisco
- Carlos Torres Torrija - Marcos

## Exibição no Brasil
No Brasil, a novela foi exibida pela Record entre 5 de junho a 27 de outubro de 2000, às 21h.
21 anos após a exibição na Record, em 11 de julho de 2021, o serviço de streaming Amazon Prime Video disponibilizou a trama em seu catálogo, com áudio dublado em português.[carece de fontes?]

## Outras Versões
- Mirada de Mujer é uma adaptação da série chilena Señora Isabel de 1993 protagonizada por Judy Henríquez, Luis Mesa e Álvaro Ruiz.
- Em 1999, a TV Azteca fez a contra-versão desta novela chamada "Vida no espelho", estrelado por Rebecca Jones, Gonzalo Vega e Sasha Sokol, e originalmente ia ser chamada de "La otra mirada".
- Em 2002, a TVI fez uma versão em português chamado "Nunca Digas Adeus", estrelado por Lídia Franco, Tozé Martinho e Nuno Homem de Sá.
- Em 2007 RTI Televisão e Telemundo fez uma nova versão chamada "Victoria", produzido por Hugo León Ferrer e estrelado por Victoria Ruffo, Arturo Peniche e Mauricio Ochmann.
- Em 2021, a Televisa numa parceria com Univisión produz "Si nos dejan", protagonizada por Mayrín Villanueva, Marcus Ornellas e Alexis Ayala.

## Prêmios e indicações

### Prêmios TVyNovelas 1998
| Categoria                 | Indicado(a)                   | Resultado |
| ------------------------- | ----------------------------- | --------- |
| Melhor telenovela         | Epigmenio Ibarra Carlos Payán | Indicado  |
| Melhor atriz protagonista | Angélica Aragón               | Venceu    |
| Melhor ator protagonista  | Ari Telch                     | Indicado  |
| Melhor atriz principal    | Evangelina Elizondo           | Indicado  |
| Revelação feminina        | Bárbara Mori                  | Venceu    |

### Prêmios El Heraldo
- Melhor telenovela